# Tabl

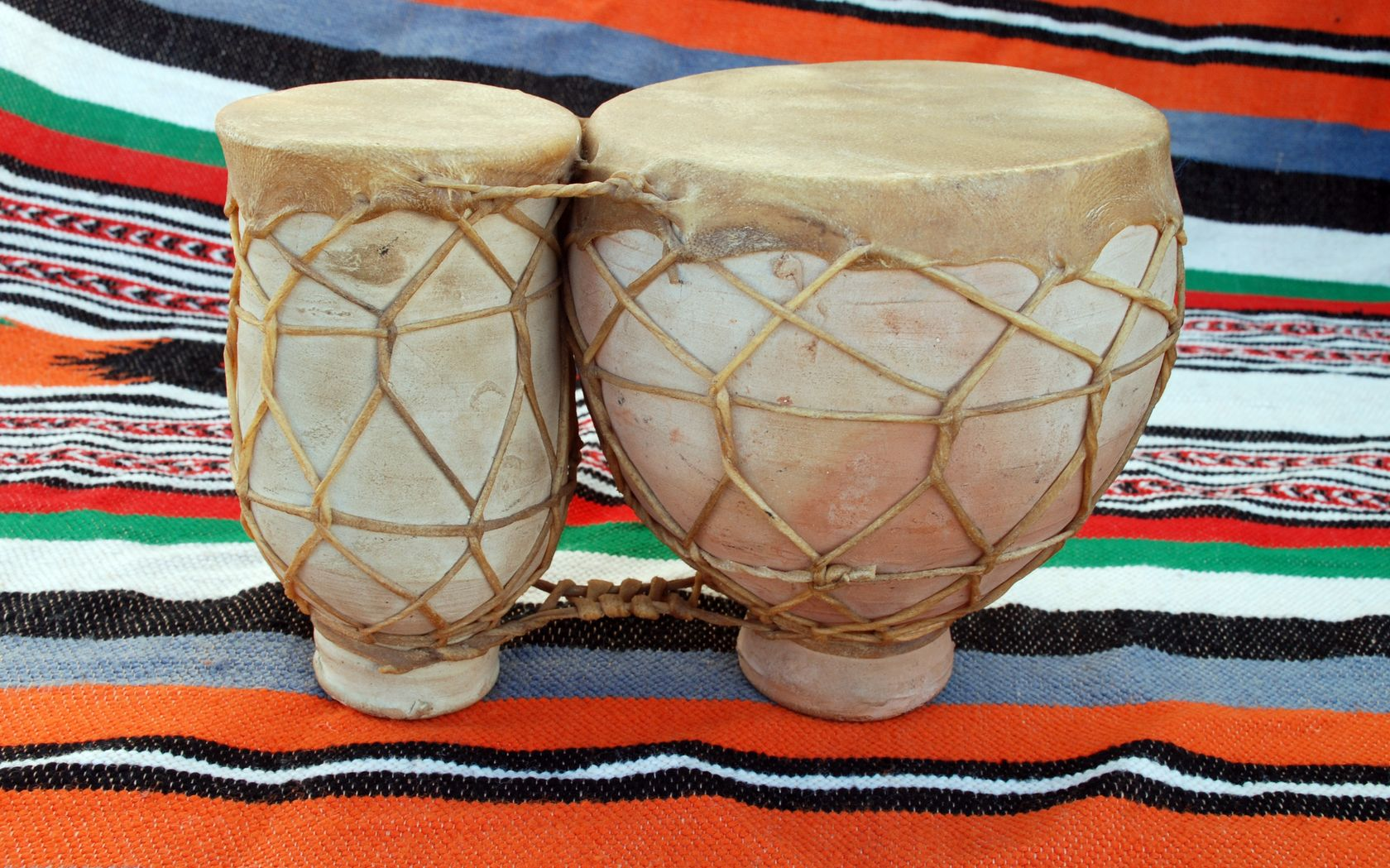
Tabl.

Le tabl, aussi appelé tbïla, tbal, tbel ou tobilat, est un instrument de percussion maghrébin.
Il s'agit d'une paire de petites timbales proches du nagara. Répandues en Algérie, en Tunisie et au Maroc, elles se retrouvent aussi au Yémen et en Égypte, bien que dans ce pays le même terme désigne aussi une variante de darbouka et même de grosse caisse, proche du davul. Ce terme est à l'origine[réf. nécessaire] de celui de la paire de timbales indiennes appelées tabla.

## Facture
Elles sont en terre cuite et de taille inégale. Les peaux de chèvres y sont fixées sur le dessus à l'aide d'un entrelacements de cuirs tout autour des vases. Les dimensions sont variables, entre 20 et 50 centimètres de diamètre pour la plus grande.

## Jeu
Jouées avec les mains nues, elles sont utilisées dans la musique rurale et certaines confréries soufies comme les Aïssawas.
Le joueur de tabl le plus connu est Laarbi Batma (1948-1997), qui jouait dans le groupe Nass El Ghiwane.